# Ahmed Bushara Wahba
Ahmed Bushara Wahba (Omdurmán, Sudán, 23 de julio de 1943) es un exfutbolista de Sudán que jugaba en la posición de centrocampista.

## Carrera

### Club
| Periodo   | Club              |
| --------- | ----------------- |
| 1961      | Al-Watan Omdurman |
| 1962      | Al-Nil Wad Madani |
| 1963-1975 | Al-Merrikh SC     |

### Selección nacional
Jugó para Sudán en 18 ocasiones de 1968 a 1972 y anotó dos goles; participó en dos ediciones de la Copa Africana de Naciones donde salió campeón en la edición de 1970 y en los Juegos Olímpicos de Múnich 1972.

## Logros

### Club
- Primera División de Sudán (3): 1970, 1972, 1974

### Selección nacional
- Copa Africana de Naciones (1): 1970